# پیوتر بروس
پیوتر بروس (روسی: Пётр Павлович Бреус؛ ۲ دسامبر ۱۹۲۹ – ۱ ژانویهٔ ۲۰۰۰) بازیکن واترپلو اهل اتحاد جماهیر شوروی سوسیالیستی بود.